# Buddy Howell
Javian Hawkins (Titusville (Florida), 3 novembre 1999) è un giocatore di football americano statunitense che milita nel ruolo di running back per i Los Angeles Rams della National Football League (NFL).

## Carriera

### Miami Dolphins
Howell firmò con i Miami Dolphins dopo non essere stato scelto nel Draft NFL 2018. Fu svincolato il 1º settembre 2018.

### Houston Texans
Il 2 settembre Howell firmò con gli Houston Texans. Il 1º marzo 2021 firmò un nuovo contratto. Fu svincolato il 31 agosto 2021.

### Los Angeles Rams
Il 2 settembre 2021 Howell firmò con la squadra di allenamento dei Los Angeles Rams. Fu promosso nel roster attivo il 19 ottobre 2021. Fu inserito in lista infortunati il 4 dicembre e fece ritorno nel roster attivo il 25 dicembre. A fine stagione vinse da inattivo il Super Bowl LVI quando i Rams sconfissero i Cincinnati Bengals 23-20.

## Palmarès
- Super Bowl : 1

Los Angeles Rams: LVI
- National Football Conference Championship: 1

Los Angeles Rams: 2021